# ویسوالدیس ملدریس
ویسوالدیس ملدریس (لتونیایی: Visvaldis Melderis; ۱۹ ژانویهٔ ۱۹۱۵ – ۱۴ ژوئیهٔ ۱۹۴۴) بازیکن بسکتبال اهل لتونی بود.
وی در مسابقات کشوری و بین‌المللی در مجموع برندهٔ ۱ مدال طلا، ۱ مدال نقره شده‌است.